# Patssy Higuchi
Patssy Higuchi (Lima, 4 de octubre de 1972) es una artista visual peruana que reflexiona sobre el cuerpo femenino como espacio simbólico, a través de la pintura, el grabado, la cerámica, la fotografía, el recorte y el bordado.

## Biografía
Sus padres son el artista plástico Oswaldo Higushi Onaka y la ceramista Gladys Fernández, quienes se conocieron en la Escuela Nacional de Bellas Artes del Perú. Segunda de cuatro hermanos, el menor es el artista del grafiti Pésimo, Edwin Higuchi Fernández. Aprendió de su madre el arte de la cerámica, el coser, el tejer y el bordar.
En 1989, ingresó a la Escuela Nacional de Bellas Artes del Perú, a la especialidad de dibujo y pintura, de donde egresó en el año 1994. Fue artista invitada en el Taller Experimental de Gráfica de La Habana, del 2000 al 2002, y en el año 2007, ahí aprende técnicas tradicionales de grabado.

## Obra
De 1993 a 1999, Patssy Higushi dirigió en Lima, junto con Alexis García, el Cauri Taller de Gráfica Experimental, un taller de serigrafía donde editan las obras de varios artistas. Con su obra reflexiona sobre la mujer y el cuerpo femenino como espacio simbólico de identidad, el género, la maternidad y la sexualidad, todos ritos de pasaje a través de patrones, estilo y roles asignados a la mujer en sus diversas edades. Varias etapas atraviesan su obra, por ejemplo la maternidad,  en su individual “Parto Normal” presentada en la galería del Instituto Cultural Peruano Norteamericano en Lima en 1994. Su obra es parte de la colección de la Galería Nacional de las Islas Caimán del Reino Unido.

## Exposiciones

### Individuales
La artista cuenta con 12 exposiciones individuales entre las que se encuentran: Procesos paralelos. Obra gráfica 1992 – 2017, II Bienal de grabado de Arequipa, Alianza Francesa; 2017 – 2018: Las Preguntas, Sala Luis Miró Quesada Garland, Lima, Perú; 2017: Fragmentaria, tomo I, Casa Museo Oswaldo Guayasamín, La Habana, Cuba; 2002: Debuta en Sociedad. Centro Provincial de Artes Plásticas y Diseño Luz y Oficios, La Habana, Cuba; 2018: Mapa Doméstico, Galería Latinoamericana, Casa de Las Américas, La Habana, Cuba; 1994: Parto Normal, Galería ICPNA (Instituto Cultural Peruano Norteamericano), Lima, Perú; 2023: Aprendizaje de los miedos (Centro Cultural Inca Garcilaso de la Vega).

### Colectivas
Más de 60 exposiciones colectivas, entre las que se encuentran: 2020: No me mires / No me toques. Espectro viral del siglo XXI. Exposición virtual. Sala Luis Miro Quesada Garland, Sala 770 y Sala Raúl Porras Barrenechea, Miraflores. Lima, Perú; 2017: Mediating Self. Galería Nacional de las Islas Caimán, Reino Unido; 2017: Transpacific Borderlands: The Art of Japanese Diaspora in Lima, Los Angeles, Mexico City and São Paulo; Museo Nacional Japonés Americano (JANM), Los Angeles, Estados Unidos; 2016: Speak to me. Understanding the language of art. Galería Nacional de las Islas Caimán, Reino Unido; 2007: VIII Edición Premio la Joven Estampa. Galería Latinoamericana, Casa de las Américas. La Habana, Cuba; 2004: Bienal Internacional de Pintura Cuenca. Museo de la Medicina. Cuenca, Ecuador; 2003: 40 años de Litografía.Taller Experimental de Gráfica. La Habana, Cuba; 2002: Premio La Joven Estampa. Museo Nacional de la Estampa, México, CDMX.; 2000: Grabado 2001. Encuentro Nacional de Grabado. Centro de Arte Contemporáneo Wifredo Lam. La Habana, Cuba; 1999: Pintores Peruanos contemporáneos de Origen Japonés. Sala Verde del Convenio Andrés Bello. Santafé de Bogotá, Colombia; 1999: Pintura Peruana Nikkei Contemporánea. Salón del Castillo de la Galería Nacional del Centro Costarricense de la Ciencia y la Cultura. San José, Costa Rica.

## Vida personal
En 1993, conoció al artista cubano Alexis García con quien contrajo matrimonio y tiene tres hijos.